# Coppa Saporta 1999-2000
La Coppa Saporta 1999-2000 di pallacanestro maschile venne vinta dall'AEK Atene.

## Risultati

### Primo turno

#### Gruppo A
|    | Squadra                | G  | V | P | PF  | PS  | Dif  | P.ti |
| -- | ---------------------- | -- | - | - | --- | --- | ---- | ---- |
| 1. | AEK Atene              | 10 | 9 | 1 | 827 | 663 | +164 | 19   |
| 2. | Hapoel Gerusalemme     | 10 | 6 | 4 | 789 | 726 | +164 | 15   |
| 3. | Cherno More Port Varna | 10 | 5 | 5 | 809 | 876 | -67  | 15   |
| 4. | Spirou Charleroi       | 10 | 5 | 5 | 756 | 750 | +6   | 15   |
| 5. | Honka Playboys         | 10 | 3 | 7 | 748 | 827 | -79  | 13   |
| 6. | Avtodor Saratov        | 10 | 2 | 8 | 682 | 769 | -87  | 12   |

#### Gruppo B
|    | Squadra                       | G  | V | P | PF  | PS  | Dif  | P.ti |
| -- | ----------------------------- | -- | - | - | --- | --- | ---- | ---- |
| 1. | Pamesa Valencia               | 10 | 9 | 1 | 855 | 650 | +205 | 19   |
| 2. | Zadar                         | 10 | 8 | 2 | 817 | 675 | +142 | 18   |
| 3. | Achilleas                     | 10 | 4 | 6 | 705 | 776 | -71  | 14   |
| 4. | Kovinotehna Savinjska Polzela | 10 | 4 | 6 | 755 | 779 | -24  | 14   |
| 5. | Arsenal Tula                  | 10 | 3 | 7 | 698 | 812 | -14  | 14   |
| 6. | Tartu ÜSK Delta               | 10 | 1 | 9 | 649 | 787 | -138 | 11   |

#### Gruppo C
|    | Squadra          | G  | V | P  | PF  | PS  | Dif  | P.ti |
| -- | ---------------- | -- | - | -- | --- | --- | ---- | ---- |
| 1. | Lietuvos rytas   | 10 | 8 | 2  | 814 | 667 | +147 | 18   |
| 2. | Maccabi Ra'anana | 10 | 6 | 4  | 696 | 608 | +88  | 16   |
| 3. | Élan Chalon      | 10 | 6 | 4  | 649 | 604 | +45  | 16   |
| 4. | Ricoh Astronauts | 10 | 5 | 5  | 622 | 623 | -1   | 15   |
| 5. | Alba Fehérvár    | 10 | 5 | 5  | 751 | 697 | +54  | 15   |
| 6. | APOEL Nicosia    | 10 | 0 | 10 | 513 | 846 | -333 | 10   |

#### Gruppo D
|    | Squadra           | G  | V | P | PF  | PS  | Dif  | P.ti |
| -- | ----------------- | -- | - | - | --- | --- | ---- | ---- |
| 1. | PSG Racing        | 10 | 9 | 1 | 771 | 600 | +171 | 19   |
| 2. | Hoop Pekaes       | 10 | 8 | 2 | 760 | 668 | +92  | 18   |
| 3. | Tau Cerámica      | 10 | 7 | 3 | 808 | 659 | +149 | 17   |
| 4. | Bosna Sarajevo    | 10 | 4 | 6 | 644 | 714 | -70  | 14   |
| 5. | Illiabum Clube    | 10 | 1 | 9 | 692 | 855 | -163 | 11   |
| 6. | Rabotnički Skopje | 10 | 1 | 9 | 550 | 729 | -179 | 11   |

#### Gruppo E
|    | Squadra           | G  | V | P  | PF  | PS  | Dif  | P.ti |
| -- | ----------------- | -- | - | -- | --- | --- | ---- | ---- |
| 1. | Īraklīs Salonicco | 10 | 9 | 1  | 743 | 656 | +87  | 19   |
| 2. | Porto             | 10 | 6 | 4  | 726 | 686 | +40  | 16   |
| 3. | Pezinok           | 10 | 5 | 5  | 786 | 782 | +4   | 15   |
| 4. | Telekom Bonn      | 10 | 5 | 5  | 786 | 782 | +4   | 15   |
| 5. | Partizan Belgrado | 10 | 5 | 5  | 634 | 719 | -85  | 15   |
| 6. | SÜBA Sankt Pölten | 10 | 0 | 10 | 639 | 798 | -159 | 10   |

#### Gruppo F
|    | Squadra                   | G  | V  | P | PF  | PS  | Dif  | P.ti |
| -- | ------------------------- | -- | -- | - | --- | --- | ---- | ---- |
| 1. | Kinder Bologna            | 10 | 10 | 0 | 885 | 486 | +399 | 20   |
| 2. | Zepter Śląsk Idea Wrocław | 10 | 7  | 3 | 743 | 692 | +51  | 17   |
| 3. | Ventspils                 | 10 | 5  | 5 | 786 | 782 | +4   | 15   |
| 4. | Norrköping Dolphins       | 10 | 4  | 6 | 803 | 929 | -126 | 14   |
| 5. | Fenerbahçe                | 10 | 3  | 7 | 708 | 765 | -57  | 13   |
| 6. | PVSK Panthers             | 10 | 1  | 9 | 651 | 793 | -142 | 11   |

#### Gruppo G
|    | Squadra       | G  | V | P | PF  | PS  | Dif | P.ti |
| -- | ------------- | -- | - | - | --- | --- | --- | ---- |
| 1. | Darüşşafaka   | 10 | 8 | 2 | 825 | 759 | +66 | 18   |
| 2. | Spalato CO    | 10 | 6 | 4 | 787 | 773 | +14 | 16   |
| 3. | Plannja       | 10 | 5 | 5 | 753 | 772 | -19 | 15   |
| 4. | Adecco Milano | 10 | 4 | 6 | 740 | 719 | +21 | 14   |
| 5. | Okapi Aalstar | 10 | 4 | 6 | 789 | 831 | -42 | 14   |
| 6. | London Towers | 10 | 3 | 7 | 789 | 838 | -49 | 13   |

#### Gruppo H
|    | Squadra               | G  | V | P | PF  | PS  | Dif  | P.ti |
| -- | --------------------- | -- | - | - | --- | --- | ---- | ---- |
| 1. | Krka                  | 10 | 7 | 3 | 774 | 659 | +115 | 17   |
| 2. | Skyliners Francoforte | 10 | 7 | 3 | 750 | 681 | +69  | 17   |
| 3. | Sakalai Vilnius       | 10 | 7 | 3 | 791 | 771 | +20  | 17   |
| 4. | Radnički Belgrado     | 10 | 4 | 6 | 746 | 736 | +10  | 14   |
| 5. | ToPo Helsinki         | 10 | 3 | 7 | 673 | 808 | -135 | 13   |
| 6. | Mlekarna Kunin        | 10 | 2 | 8 | 723 | 802 | -79  | 12   |

|  | Qualificate alle semifinali |
|  | Eliminata                   |

### Sedicesimi di finale
| Squadra 1                     | Totale    | Squadra 2                 | Andata | Ritorno |
| ----------------------------- | --------- | ------------------------- | ------ | ------- |
| Kovinotehna Savinjska Polzela | 95 - 154  | AEK Atene                 | 51-86  | 44-68   |
| Achilleas                     | 133 - 188 | Hapoel Gerusalemme        | 67-93  | 66-95   |
| Cherno More Port Varna        | 133 - 172 | Zadar                     | 63-73  | 70-99   |
| Spirou Charleroi              | 149 - 163 | Pamesa Valencia           | 74-81  | 75-82   |
| Bosna Sarajevo                | 138 - 174 | Lietuvos rytas            | 65-71  | 73-103  |
| Tau Cerámica                  | 139- 129  | Maccabi Ra'anana          | 68-62  | 71-67   |
| Élan Chalon                   | 153 - 145 | Hoop Pekaes               | 76-57  | 77-88   |
| Ricoh Astronauts              | 130 - 136 | PSG Racing                | 60-61  | 70-75   |
| Norrköping Dolphins           | 144 - 206 | Īraklīs Salonicco         | 64-87  | 80-119  |
| Ventspils                     | 122 - 157 | Porto                     | 47-77  | 75-80   |
| Pezinok                       | 160 - 170 | Zepter Śląsk Idea Wrocław | 79-86  | 81-84   |
| Telekom Bonn                  | 125 - 154 | Kinder Bologna            | 56-67  | 69-87   |
| Radnički Belgrado             | 137 - 141 | Darüşşafaka               | 77-66  | 60-75   |
| Sakalai Vilnius               | 166 - 186 | Spalato CO                | 86-97  | 80-89   |
| Plannja                       | 121 - 145 | Skyliners Francoforte     | 63-74  | 58-71   |
| Adecco Milano                 | 118 - 112 | Krka                      | 62-55  | 56-57   |

### Ottavi di finale
| Squadra 1                 | Totale    | Squadra 2         | Andata | Ritorno |
| ------------------------- | --------- | ----------------- | ------ | ------- |
| Tau Cerámica              | 132 - 156 | AEK Atene         | 67-71  | 65-85   |
| Élan Chalon               | 119 - 146 | Pamesa Valencia   | 83-75  | 36-71   |
| Hapoel Gerusalemme        | 148 - 157 | Lietuvos rytas    | 78-91  | 70-66   |
| Zadar                     | 143 - 129 | PSG Racing        | 76-57  | 67-72   |
| Spalato CO                | 129 - 150 | Īraklīs Salonicco | 63-71  | 66-79   |
| Skyliners Francoforte     | 115 - 140 | Kinder Bologna    | 62-57  | 53-83   |
| Porto                     | 135 - 127 | Darüşşafaka       | 81-78  | 54-49   |
| Zepter Śląsk Idea Wrocław | 137-121   | Adecco Milano     | 75-57  | 62-64   |

### Quarti di finale
| Squadra 1                 | Totale    | Squadra 2         | Andata | Ritorno |
| ------------------------- | --------- | ----------------- | ------ | ------- |
| AEK Atene                 | 154 - 146 | Īraklīs Salonicco | 84-73  | 70-73   |
| Kinder Bologna            | 144 - 139 | Pamesa Valencia   | 85-61  | 59-78   |
| Lietuvos Rytas            | 170 - 160 | Porto             | 93-73  | 77-87   |
| Zepter Śląsk Idea Wrocław | 120 - 132 | Zadar             | 56-63  | 64-69   |

### Semifinali
| Squadra 1      | Totale    | Squadra 2      | Andata | Ritorno |
| -------------- | --------- | -------------- | ------ | ------- |
| Zadar          | 142 - 152 | AEK Atene      | 75-70  | 67-82   |
| Lietuvos rytas | 141 - 143 | Kinder Bologna | 70-60  | 71-83   |

### Finale
| Squadra 1 | Risultato | Squadra 2      |
| --------- | --------- | -------------- |
| AEK Atene | 83 - 76   | Kinder Bologna |

| Coppa Saporta 1999-2000 |
| ----------------------- |
| AEK Atene 2º titolo     |

## Formazione vincitrice
| N° | Naz.                   | Ruolo | Sportivo               |  | Alt. |  |
| -- | ---------------------- | ----- | ---------------------- |  | ---- |  |
| 4  | Grecia (bandiera)      | P     | Nikos Papanikolopoulos |  |      |  |
| 6  | Inghilterra (bandiera) | A     | Steven Hansell         |  |      |  |
| 7  | Grecia (bandiera)      | G     | Vasilīs Kikilias       |  |      |  |
| 8  | Stati Uniti (bandiera) | C     | Dan O'Sullivan         |  |      |  |
| 9  | Grecia (bandiera)      | G     | Nikos Chatzīs          |  |      |  |
| 10 | Grecia (bandiera)      | P     | Aggelos Korōnios       |  |      |  |
| 11 | Grecia (bandiera)      | AC    | Dīmos Ntikoudīs        |  |      |  |
| 12 | Grecia (bandiera)      | C     | Jake Tsakalidīs        |  |      |  |
| 13 | Estonia (bandiera)     | A     | Martin Müürsepp        |  |      |  |
| 14 | Stati Uniti (bandiera) | GA    | Anthony Bowie          |  |      |  |
| 15 | Grecia (bandiera)      | A     | Michalīs Kakiouzīs     |  |      |  |
|    | Jugoslavia (bandiera)  | All.  | Dušan Ivković          |  |      |  |